# Mantas Knystautas
Mantas Knystautas (ur. 20 maja 1994) – litewski zapaśnik walczący w stylu klasycznym. Dwukrotny olimpijczyk. Zajął dziesiąte miejsce w Tokio 2020 w kategorii 130 kg i siódme w Paryżu 2024 w tej samej wadze.
Brązowy medalista mistrzostw świata w 2021. Piąty na mistrzostwach Europy w 2023. Dziesiąty na igrzyskach europejskich w 2015. Trzeci w Pucharze Świata w 2022. Mistrz nordycki w 2017. Wojskowy mistrz świata z 2017 i drugi w 2025. 
Wicemistrz świata juniorów w 2014 i Europy w 2013 i 2014. Trzeci na MŚ U-23 w 2017. Drugi na ME U-23 w 2017, a trzeci w 2016 roku.